# Contea di Yarkant
La contea di Yarkant o contea di Shache (莎车县S) è una contea della Cina, situata nella regione autonoma di Xinjiang e amministrata dalla prefettura di Kashgar.